# Bom Jesus do Tocantins (Pará)
Bom Jesus do Tocantins is een gemeente in de Braziliaanse deelstaat Pará. De gemeente telt 18.005 inwoners (schatting 2022).

## Aangrenzende gemeenten
De gemeente grenst aan Abel Figueiredo, Marabá, Rondon, São João en São Pedro (MA).

## Galerij

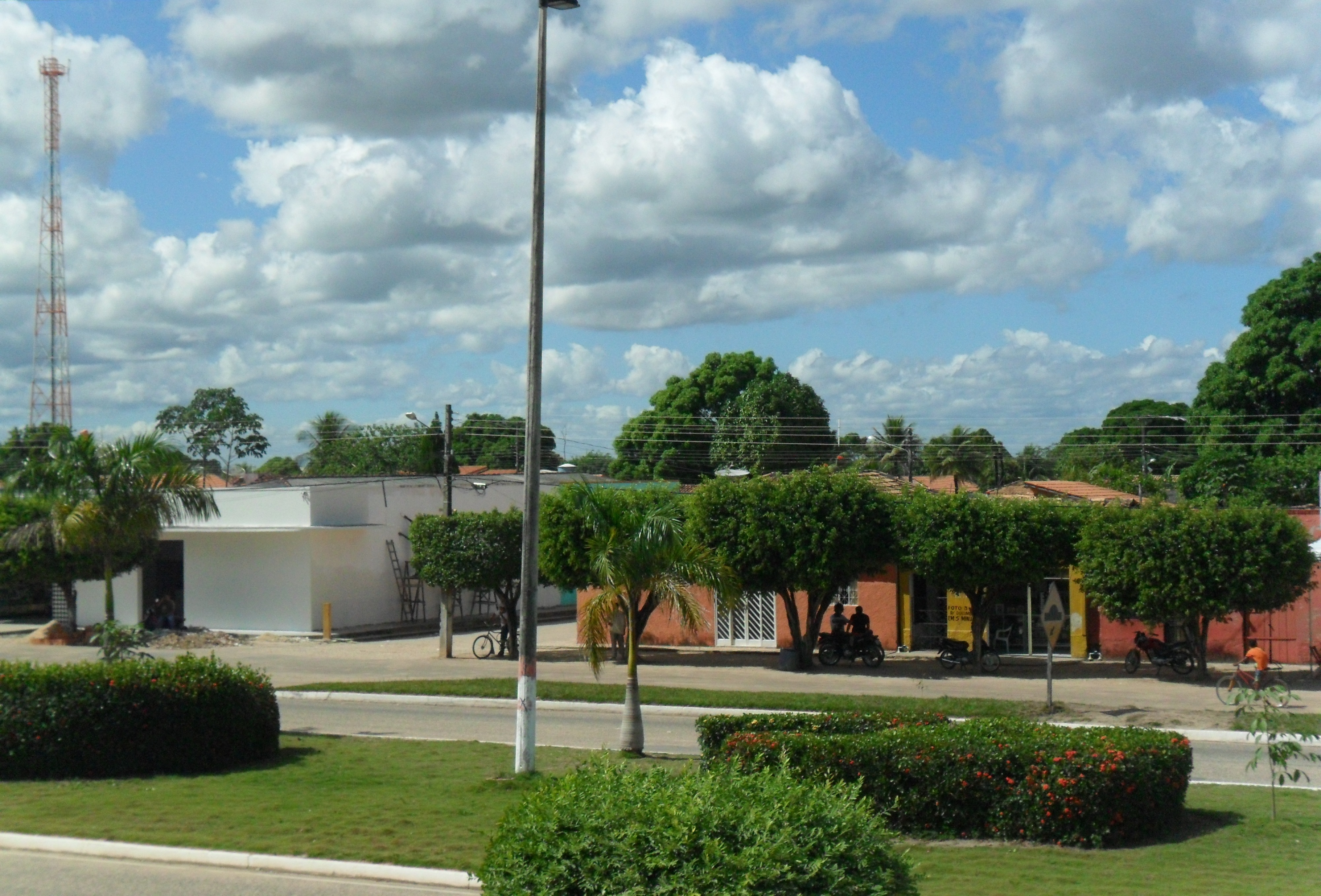
Avenida Jarbas Passarinho in het centrum
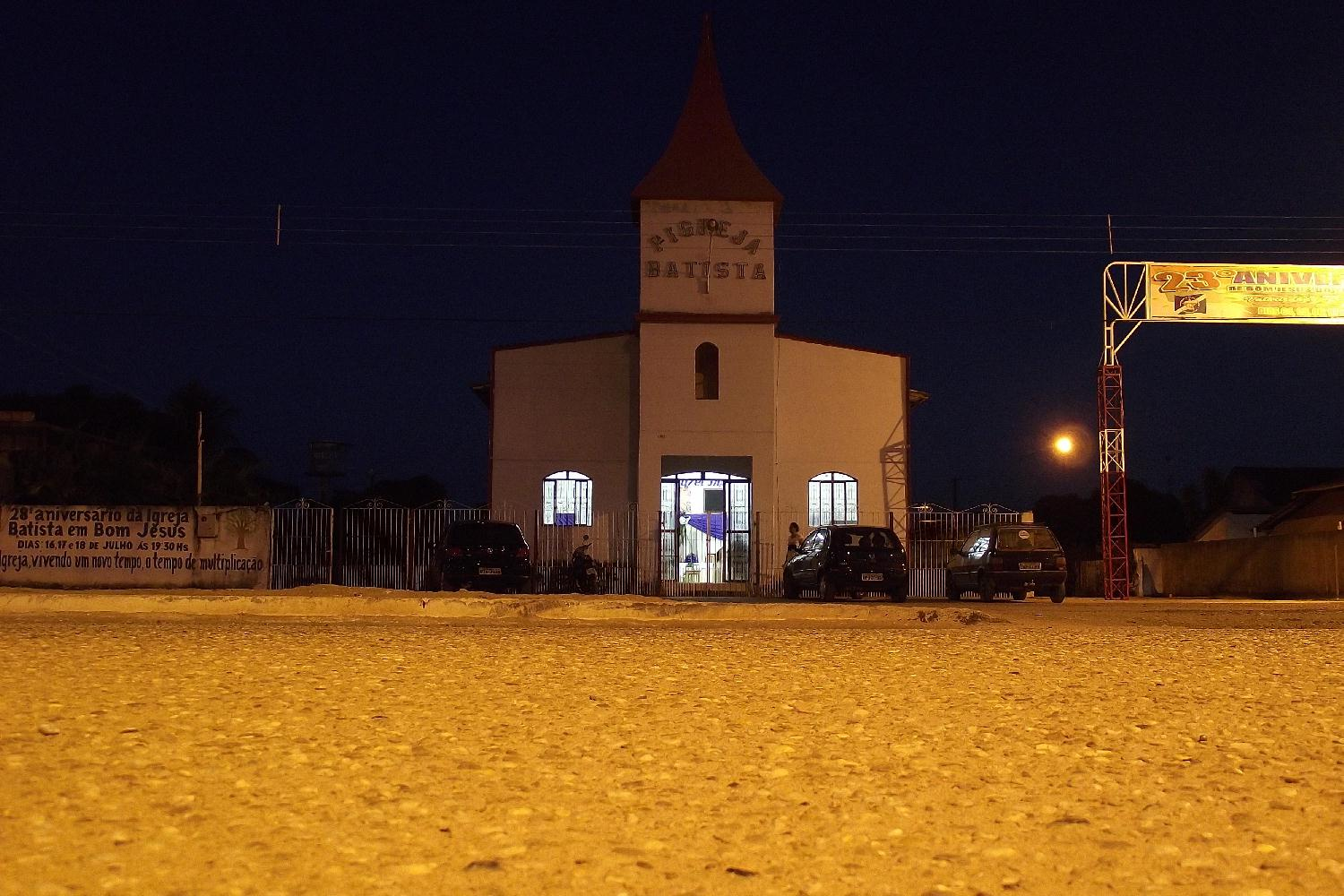
Kerk in Bom Jesus do Tocatins